# Confederación Sindical Galega
Confederación Sindical Galega (CSG) va ser un sindicat nacionalista gallec que es va formar com una escissió de la Unió Sindical Obrera (USO) en 1980. Va celebrar el seu primer congrés al setembre de 1980, i bona part dels quadres triats eren membres del Partit Socialista Gallec. El setembre del 1982 es va integrar en la Intersindical Nacional dos Traballadores Galegos (INTG). Silo Castro fou el seu secretari nacional de coordinació.